# Grimsbury Castle
Grimsbury Castle befindet sich in Grimsbury Wood zwischen Cold Ash und Hermitage in Berkshire, England. Es ist ein gut erhaltenes eisenzeitliches Hillfort, bestehend aus einer großen runden Einhegung auf einem hohen Hügel. Grimsbury Castle liegt auf einem Kiesplateau und umfasst eine Fläche von etwa 8,0 Hektar. Der nördliche Sektor ist der am besten erhaltene, da das Gelände von Wald bedeckt ist. Das Hillfort hat drei Zugänge, der nördliche und der westliche sind am ansehnlichsten.
Die Befestigung scheint auf der Südseite des Hügels verlängert worden zu sein, um die Quelle zu umschließen von der der Ort profitiert. Dieser Wall hatte Zugänge auf der Nord- und Südseite. Innerhalb der Befestigung, am nördlichen Zugang liegt ein kleiner Grabhügel.
Es existieren weitere Erdwälle westlich der Anlage, der hier gezeigten Karte

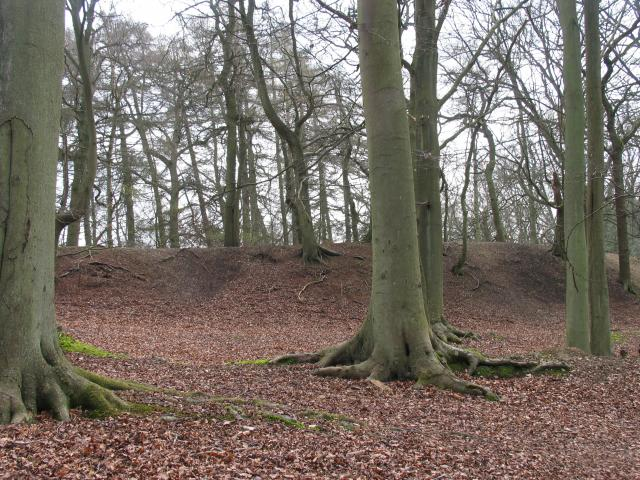
Ostwall des Grimsbury Castle

## Etymologie
Der Name Grim geht auf die Angelsachsen bzw. Normannen zurück. Er ist ein Synonym für den nordischen Gott Odin. Siehe auch Graemsay Insel der Orkney, Grimsay Insel der Hebriden, Grimsby Ort in Lincolnshire, Grimspound in Devon, Grim’s Ditch ein Erdwerk, Grim’s Dyke (Name für den Antoninuswall), Grim’s Grave Steinkiste (auch kistvaen) in Dartmoor, Grimes Graves Flintminen, Grimshader (Grims Sitz) auf Lewis and Harris, Grims Lake Mire (Steinkiste im Grims See Morast), Grim’s Mound ein Rundhügel in Lincolnshire, Grimsetter (Grims Sitz) auf Orkney und Shetland, Grimsthorpe Castle (Grims Dorf), sowie mehrere Orte oder Kombinationen mit dem Namen Grimston (z. B. Grimston-Lyles Hill Ware).